# Habranthus matacus
Habranthus matacus är en amaryllisväxtart som beskrevs av Pierfelice Ravenna. Habranthus matacus ingår i släktet Habranthus och familjen amaryllisväxter. Inga underarter finns listade i Catalogue of Life.